# Comuna de Żarnów
Żarnów (polaco: Gmina Żarnów) é uma gminy (comuna) na Polónia, na voivodia de Lodz e no condado de Opoczyński. A sede do condado é a cidade de Żarnów.
De acordo com os censos de 2004, a comuna tem 6322 habitantes, com uma densidade 44,9 hab/km².

## Área
Estende-se por uma área de 140,7 km², incluindo:
- área agricola: 70%
- área florestal: 22%

## Demografia
Dados de 30 de Junho 2004:
|                      | Total   | Total | Mulheres | Mulheres | Homens  | Homens |
| -------------------- | ------- | ----- | -------- | -------- | ------- | ------ |
|                      | pessoas | %     | pessoas  | %        | pessoas | %      |
| População            | 6322    | 100   | 3167     | 50,1     | 3155    | 49,9   |
| Densidade (pop./km²) | 44,9    | 100   | 22,5     | 22,5     | 22,4    | 22,4   |

De acordo com dados de 2002, o rendimento médio per capita ascendia a 1421,83 zł.

## Comunas vizinhas
- Aleksandrów, Białaczów, Fałków, Końskie, Paradyż, Ruda Maleniecka